# St. Petersburg Open 1995
Il St. Petersburg Open 1995  è stato un torneo di tennis giocato sul sintetico indoor. È stata la 1ª edizione del St. Petersburg Open, che fa parte della categoria World Series nell'ambito dell'ATP Tour 1995. Si è giocato a San Pietroburgo in Russia, dal 13 al 20 marzo 1995.

## Campioni

### Singolare
Evgenij Kafel'nikov ha battuto in finale  Guillaume Raoux con il punteggio di 6–2, 6–2

### Doppio
Martin Damm /  Anders Järryd hanno battuto in finale  Jakob Hlasek /  Evgenij Kafel'nikov con il punteggio di 6–4, 6–2